# ISO/IEC 29110
ISO/IEC 29110. Los perfiles de ciclo de vida del Software y las guías de estándares y reportes técnicos para pequeñas organizaciones (VSEs de sus siglas en inglés - Very Small Entities)
están dirigidas a las pequeñas organizaciones. Una VSE es una empresa, organización, departamento o proyecto que cuenta como máximo con 25 personas.
La serie ISO/IEC 29110 es una nueva serie de estándares internacionales con el título de "Ingeniería de Software — Perfiles de ciclo de vida para pequeñas organizaciones (VSEs)".
Los estándares fueron desarrollados por el grupo de trabajo 24 (WG24) del sub-comité 7 (SC7) del Comité Técnico Conjunto 1 (JTC1) de la Organización Internacional para la Estandarización y la Comisión Electrotécnica Internacional.
En el 2011, un nuevo proyecto fue aprobado para el desarrollo de estándares similares al estándar ISO/IEC 29110, para el desarrollo de sistemas de VSEs.

## La necesidad de estándares ligeros de Ingeniería de Software
La industria reconoce el valor de las VSEs en la contribución de servicios y productos de valor. Las VSEs también desarrollan y/o mantienen software que es usado en sistemas más grandes, por ello, el reconocimiento de VSEs como proveedores de software de calidad es requerido.
De acuerdo a la Organización para la Cooperación y el Desarrollo Económico (OCDE) y el reporte de espíritu empresarial (2005), las Pequeñas y Medianas Empresas (PYMEs) constituyen la forma dominante de las organizaciones de
negocio de todos los países alrededor del mundo, siendo entre el 95% y 99% del total, dependiendo del país. El reto que enfrenta la OCDE es proveer un ambiente de negocio que soporte la competitividad de esta gran población heterogénea y que promueva esta cultura empresarial.
A partir de estudios y encuestas realizadas (,
), es claro que
la mayoría de los estándares internacionales no son dirigidos a las necesidades de las VSEs. Cumplir con estos estándares resulta difícil, si no es que imposible
y las VSE tienen muy pocas posibilidades de ser reconocidas como entidades que producen software de calidad en dicho dominio. Por ello, las VSEs son descartadas en algunas
ocasiones de ciertas actividades económicas.
Se ha visto que a las VSEs les resulta difícil adaptar los estándares a sus necesidades de negocio y justificar su aplicación en sus prácticas.
La mayoría de las VSEs no pueden darse el lujo de tener los recursos, en términos de número de empleados, presupuesto y tiempo, ni ver un beneficio neto
en el establecimiento de procesos de ciclo de vida del software. Para solventar algunas de estas dificultades, un conjunto de estándares y reportes técnicos
han sido desarrollados de acuerdo a un conjunto de características que poseen las VSEs.(,
). Los documentos están basados en un subconjunto de elementos apropiados de estándares,
llamados perfiles de VSEs. El propósito de un perfil de VSE es definir un subconjunto de estándares internacionales relevantes en el contexto de las VSE, por ejemplo, procesos y salidas de ISO/IEC/IEEE 12207
y productos de ISO/IEC 15289.
Las series ISO/IEC 29110, han sido desarrolladas para mejorar la calidad del producto o servicio, y desempeño de proceso. Ver tabla 1.
La ISO/IEC 29110 no intenta evitar el uso de diferentes tipos de ciclo de vida, tales como: cascada, iterativo, incremental o ágil.
| ISO/IEC 29110 | Title                               | Audiencia Objetivo                                                                                  |
| ------------- | ----------------------------------- | --------------------------------------------------------------------------------------------------- |
| Parte 1       | Visión general                      | VSEs, evaluadores, productores de normas, proveedores de herramientas, proveedores de metodologías. |
| Parte 2       | Marco de trabajo y taxonomía        | Productores de normas, proveedores de herramientas y de metodologías. No destinado a las VSEs       |
| Parte 3       | Guía de evaluación                  | Evaluadores y VSEs                                                                                  |
| Parte 4       | Especificaciones de perfil          | Productores de estándares, proveedores de herramientas y de metodologías. No destinado a las VSEs   |
| Parte 5       | Guía de administración e Ingeniería | VSEs                                                                                                |

Si un nuevo perfil es necesario, ISO/IEC 29110-4  y ISO/IEC 29110-5

puede ser desarrollado sin impactar los documentos existentes y se convertiría en ISO/IEC 29110-4-m y ISO/IEC 29110-5-m-n respectivamente a través del proceso ISO/IEC

## Perfiles
La característica principal de las entidades a la que está dirigida el estándar ISO/IEC 29110 es el tamaño, de cualquier forma existen otros aspectos y características
de las VSEs que pueden afectar la preparación o selección del perfil, tales como: Modelos de negocio (comerciales, por contratación, de desarrollo interno, etc.); factores situacionales
(tales como criticidad, ambientes inciertos, etc.); y niveles de riesgo. Creando un perfil para cada posible combinación de valores de las diversas dimensiones descritas anteriormente
resultaría en un conjunto muy extenso de perfiles. En consecuencia los perfiles de las VSEs son agrupados de tal forma que sea aplicables a más de una categoría.
Los grupos de perfiles son una colección de perfiles que están relacionados ya sea por composición de procesos (por ejemplo, actividades, tareas), por niveles de capacidad, o ambas.

## Grupo de perfiles genéricos
El grupo de perfiles genéricos ha sido definido como aplicable para la mayoría de las VSEs que no desarrollan software crítico y que tienen factores situacionales típicos.
El grupo de perfiles genéricos es una colección de cuatro perfiles (De entrada, Básico, Intermedio y Avanzado), brindando un enfoque progresivo para satisfacer una mayoría
de las VSEs. El grupo de perfiles genéricos está basado en Modelo de Procesos para la Industria del Software en México, MoProSoft

## Estándares y reportes técnicos publicados
La Figura 1 describe las series ISO/IEC 29110 y muestra las partes que lo integran dentro del marco de referencia.
ISO/IEC TR 29110-1 define los términos de negocio comunes para el conjunto de documentos de los perfiles de las VSEs,
Introduce procesos, conceptos de ciclos de vida y estandarización, y las series SO/IEC 29110. Además introduce las características y requerimientos de una VSE,
y clarifica la justificación para perfiles específicos de VSEs, documentos, estándares y guías.
ISO/IEC 29110-2
Introduce los conceptos de los perfiles estandarizados de Ingeniería de Software, y define los términos comunes para el conjunto de documentos de perfiles para VSE.
Establece la lógica que existe detrás de la definición y aplicación de perfiles estandarizados. Especifica los elementos comunes de todos los perfiles estandarizados
(estructura, conformidad, evaluación) e introduce la taxonomía (catálogo) de los perfiles ISO/IEC 29110.
ISO/IEC TR 29110-3 define las guías del proceso de evaluación y los requerimientos de conformidad necesarios
para cumplir el propósito de los perfiles definidos para las VSE. El ISO/IEC TR 29110-3 también contiene información que puede ser útil para los desarrolladores
de métodos y herramientas de evaluación. El ISO/IEC TR 29110-3 está dirigido a personas que tienen una relación directa con los procesos de evaluación, e.j. el asesor y el patrocinador de la evaluación,
quienes necesitan una guía para el aseguramiento de que los requerimientos para realizar la evaluación se cumplan.
ISO/IEC 29110-4-1 provee la especificación para todos los perfiles del grupo de perfiles genéricos.
El grupo de perfiles genéricos es aplicable a las VSEs que no desarrollan productos de software crítico. Los perfiles están basados en subconjuntos de elementos apropiados de estándares. Los perfiles de las VSE son aplicables y dirigidos a autores/proveedores de guías y autores/proveedores de herramientas y otros materiales de soporte.
ISO/IEC 29110-5-m-n provee una guía de la gestión de Implementación e Ingeniería para el perfil VSE descrito en ISO/IEC 29110-4-m.

## Paquetes de Puesta en Operación
Un Paquete de Puesta en Operación (PPO) es un conjunto de artefactos desarrollados para facilitar la implementación de un conjunto de prácticas, del marco de trabajo seleccionado,
en una pequeña organización (VSE). Los Paquetes de Puesta en Operación, descritos a continuación, han sido desarrollados para ayudar a implementar los procesos del grupo de perfiles genéricos.
El grupo de perfiles genérico es aplicable a VSEs que no desarrollan software crítico. Está compuesto por 4 perfiles: De Entrada, Básico, Intermedio y Avanzado y no
implica ningún dominio de aplicación específico.
El contenido de un Paquete de Puesta en Operación típico se lista en la tabla 2. El mapeo de los estándares y modelos es dado como información para mostrar que un Paquete de Puesta en Operación
contiene enlaces explícitos a la parte 5 y a estándares seleccionados de la ISO, tales como ISO/IEC 12207, o modelos como CMMI del Software Engineering Institute.
Al implementar un PPO, una VSE puede paso a paso mostrar la cobertura del ISO/IEC 29110 Parte 5. Los PPOs son diseñados de tal forma que una VSE pueda implementar su contenido,
sin tener que implementar el marco de trabajo completo.
| 1. Descripción Técnica                                                             |
| Propósito de este documento                                                        |
| ¿Porqué es importante este tema?                                                   |
| 2. Definiciones                                                                    |
| 3. Relaciones con ISO/IEC 29110                                                    |
| 4. Visión general de los procesos, Actividades, Tareas, Roles y Productos          |
| 5. Descripción de Procesos, Actividades, Tareas, Pasos, Roles y Productos          |
| Descripción de Roles                                                               |
| Descripción del Producto                                                           |
| Descripción del Artefacto                                                          |
| 6. Plantillas                                                                      |
| 7. Ejemplos                                                                        |
| 8. Listas de verificación                                                          |
| 9. Herramientas                                                                    |
| 10. Referencias a otros estándares y modelos (e.g. ISO 9001, ISO/IEC 12207, CMMI®) |
| 11. Referencias                                                                    |
| 12. Formulario de Evaluación                                                       |

El Perfil Básico describe el desarrollo de software de una aplicación para un único equipo de proyecto, sin algún riesgo especial o factores situacionales. EL conjunto de PPOs
para el Perfil Básico se ilustra en la figura 2.

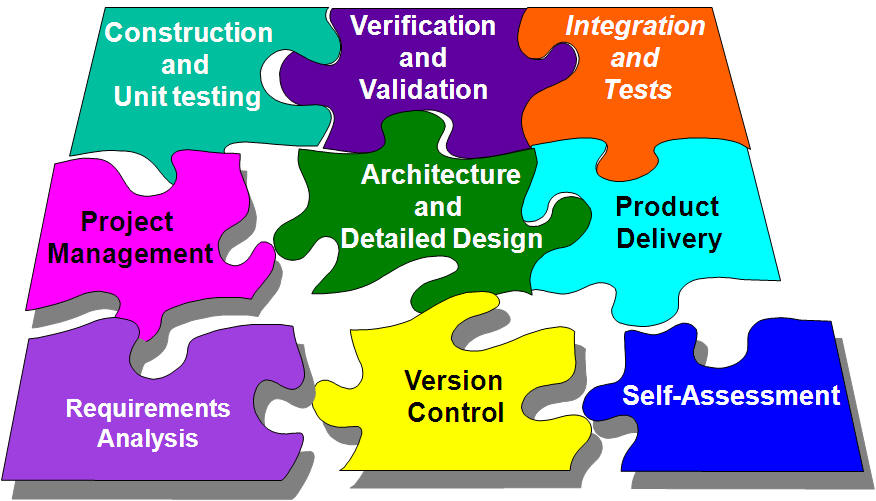
Figura 2. Paquetes de Puesta en Operación que respaldan al Perfil Básico

Existe material de soporte que ayuda a la implementación del estándar, como el que se encuentra aquí.

## Documentos
- ISO/IEC 29110-2 y ISO/IEC 29110-4-1, publicado en enero del 2011.
- ISO/IEC TR 29110-1, ISO/IEC TR 29110-3 y ISO/IEC TR 29110-5-1-2, publicado en 2011 y disponible en ISO/ITTF como descarga gratuita
- ISO/IEC TR 29110-5-1-1:2012 - La Guía de Administración e Ingeniería para el Perfil de entrada ha sido publicada en inglés y francés en septiembre de 2012 y está disponible en ISO/ITTF como descarga gratuita

## Difusión y comunicaciones
- Laporte, C.Y., Séguin, N., Villas Boas, G., Sanyakorn Buasung, Pequeñas empresas de tecnología - Aprovechando las ventajas del software y las normas de ingeniería de sistemas, Fuente: Revista ISO Focus+, edición febrero de 2013. Traducción al español: Secretaría Ejecutiva de COPANT

- Laporte, C.Y., , Chevalier, F., Maurice, J.-C, Mejorando la administración de proyectos en proyectos pequeños, La traducción fue realizada por Normalización y Certificación Electrónica S.C. ([http://www.nyce.org.mx%20 NYCE (enlace roto disponible en Internet Archive; véase el historial, la primera versión y la última).) y revisada por la delegación mexicana que participa en el desarrollo del estándar ISO/IEC 29110. ISO Focus+, International Organization for Standardization], February 2013, pp 32-36.

- Laporte, C.Y., O'Connor, R., Fanmuy,G., International Systems and Software Engineering Standards for Very Small Entities, CrossTalk - The Journal of Defense Software Engineering, May/June 2013, Vol. 26, No 3, pp 28-33.